# 시라키바루역
시라키바루역(일본어: 白木原駅)은 일본 후쿠오카현 오노조시에 위치한 서일본 철도 덴진오무타 선의 역이다. 역 번호는 T10이다.

## 역사
- 1946년: 임시역으로서 개업.
- 1950년 5월 6일: 상설역으로 승격.
- 1964년 9월: 역사 개축.
- 2003년: 역 서쪽 재개발로, 교차로가 완성. 오노조 시 커뮤니티 버스 '마도가 호'가 들어옴.
- 2007년 3월 1일: 동쪽 출구, 서쪽 출구에 나뉘었던 프리패브 형식의 임시 역사에서 영업 개시. 서쪽에 있던 역사는 해체되어, 상행선 플랫폼과 하행선 플랫폼을 연결하는 구내 건널목이 폐지. 이에 의해, 현재는 구내로의 승강장 왕래는 없어짐.
- 2008년 5월 18일: IC카드 nimoca 사용 개시.
- 2017년 2월 1일: 역 번호 도입.

## 역 구조
상대식 승강장 2면 2선의 지상역이다. 2007년 2월까지는 지쿠시 역 이북에서 유일하게 구내 건널목을 가진 역이었다.

## 이용 현황
| 연도 | 1일 평균 승차 인원 | 1일 평균 승하차 인원 |
| ---- | ------------------ | -------------------- |
| 2000 | 4,649              | 9,159                |
| 2001 | 4,493              | 8,888                |
| 2002 | 4,412              | 8,671                |
| 2003 | 4,527              | 8,850                |
| 2004 | 4,425              | 8,611                |
| 2005 | 4,425              | 8,611                |
| 2006 | 4,428              | 8,877                |
| 2007 | 4,350              | 8,710                |
| 2008 | 4,400              | 8,830                |
| 2009 | 4,321              | 8,658                |
| 2010 | 4,393              | 8,814                |
| 2011 | 4,362              | 8,743                |
| 2012 |                    | 8,772                |
| 2013 |                    | 9,094                |
| 2014 |                    | 8.986                |
| 2015 |                    | 9,127                |
| 2016 |                    | 9,199                |

## 역 주변
- JR 규슈 가고시마 본선 오노조역
- 오노조 시립 오노 중학교
- 오노조 시립 오노 초등학교
- 지쿠시 종합청사
- 지쿠젠 오노 우체국
- 후쿠오카 현립 가스가 고등학교
- 규슈 대학 지쿠시 캠퍼스

## 인접역
| 서일본 철도 ■ 덴진오무타 선                 | 서일본 철도 ■ 덴진오무타 선 | 서일본 철도 ■ 덴진오무타 선 |
| ------------------------------------------- | --------------------------- | --------------------------- |
| T09 가스가바루 니시테쓰 후쿠오카(덴진) 방면 | ■ 보통                      | 시모오리 T11 오무타 방면    |